# Tsering Rhitar
Tsering Rhitar (Sherpa) (Nepal, 1968) is een Nepalees filmregisseur en scenarioschrijver. Zijn vader is een Nepalees sherpa en zijn moeder Tibetaanse. Zijn debuutfilm Mukundo werd in 2000 genomineerd voor een Oscar.
Rhitar studeerde het maken van film aan de Jamia Millia Islamia in Delhi van 1992 tot 1993. Het jaar erop verbleef hij een jaar in Dharamsala om de veertiende dalai lama Tenzin Gyatso te filmen en instituties van de Tibetaanse regering in ballingschap.

## Filmografie
Hij maakte verschillende films en documentaires, waaronder "Tears of Torture" in 1994, een documentaire van 27 minuten over een Tibetaanse non die de bergpassen van de Himalaya overtrok om Tibet te ontvluchten en tijdens haar vlucht omkwam door een kogel van de Chinese grenswacht.
De documentaire The Spirit Doesn't Come Anymore won onder andere de prijs Beste Film op het festival Film South Asia van 1997. In hetzelfde jaar won Rhitar de prijs Beste Inheemse Filmmaker van het Jaar tijdens het Parnu Anthropological Film Festival in Estland.
De eerste speelfilm die Rhitar maakte was Mukundo. De film gaat over een echtpaar met een eenvoudig leven in Kathmandu dat samen met hun twee dochters een gelukkig leven leiden en bij haar derde zwangerschap de hulp inroepen van een spiritueel medium, met alle gevolgen van dien. In eigen woorden was de film een expressie en zoektocht van de verwarring die veroorzaakt werd door de rituelen de overtuigingen die voorkomen in de Nepalese samenleving. De film werd in 2000 genomineerd voor een Oscar in de categorie Beste buitenlandstalige film.
Een andere film die internationaal in de belangstelling kwam, is Karma uit 2006. Deze film gaat over twee nonnen die er in de verdorven buitenwereld op uittrekken om de mysterieuze Mr. Tashi te vinden die hen moet helpen de reïncarnatie van hun onlangs overleden hoofdzuster te vinden.